# Tiro ai XVII Giochi del Mediterraneo
Le competizioni relative al tiro ai XVII Giochi del Mediterraneo si sono svolte tra il 23 e il 28 giugno alla Erdemli Shooting Range.
Le specialità maschili del tiro a segno sono state:
- Pistola 10 m aria compressa
- Pistola 50 m
- Carabina 10 m aria compressa
- Carabina 50 m a terra
- Carabina 50 m 3 posizioni

Le specialità femminili sono state:
- Pistola 25 m

Le specialità del tiro a volo sono state:
- Fossa Olimpica (maschile e femminile)
- Skeet (maschile)
- Doppia fossa olimpica (maschile)

## Calendario
Le gare hanno seguito il seguente calendario:
| ● | Competizioni | ● | Finali |

| Giugno/Luglio |    |    |    |    |    |    |    |    |    |    |    |    |
| 18            | 19 | 20 | 21 | 22 | 23 | 24 | 25 | 26 | 27 | 28 | 29 | 30 |
|               |    |    |    |    | ●  | ●  | ●  | ●  | ●  | ●  |    |    |

## Risultati

### Uomini
| Evento                           | Oro                 | Perform.          | Argento              | Perform.           | Bronzo              | Perform.            |
| Carabina                         |                     |                   |                      |                    |                     |                     |
| 10m aria compressa (dettagli)    | Niccolò Campriani   | 206.4             | Halil Ibrahim Öztürk | 202.6              | Mickael D'Halluin   | 180.7               |
| 50m 3 posizioni (dettagli)       | Marco De Nicolo     | 451.7             | Valérian Sauveplane  | 449.3              | Rajmond Debevec     | 439.3               |
| 50m a terra (dettagli)           | Valérian Sauveplane | 209.3             | Marco De Nicolo      | 206.7              | Bojan Đurković      | 185.8               |
| Pistola                          |                     |                   |                      |                    |                     |                     |
| 10m aria compressa (dettagli)    | Pablo Carrera       | 199.3             | Yusuf Dikeç          | 198.7              | Damir Mikec         | 178.2               |
| 50m (dettagli)                   | Yusuf Dikeç         | 192.8             | Francesco Bruno      | 191.3              | Pablo Carrera       | 172.0               |
| Tiro a volo                      |                     |                   |                      |                    |                     |                     |
| Fossa olimpica (dettagli)        | Giovanni Pellielo   | Giovanni Pellielo | Massimo Fabbrizi     | Massimo Fabbrizi   | Giovanni Cernogoraz | Giovanni Cernogoraz |
| Doppia fossa olimpica (dettagli) | William Chetcuti    | William Chetcuti  | Antonino Barillà     | Antonino Barillà   | Yavuz Ilnam         | Yavuz Ilnam         |
| Skeet (dettagli)                 | Luigi Lodde         | Luigi Lodde       | Georgios Achilleos   | Georgios Achilleos | Efthymios Mitas     | Efthymios Mitas     |

### Donne
| Evento                        | Oro               | Perform.        | Argento          | Perform.       | Bronzo             | Perform.           |
| Carabina                      |                   |                 |                  |                |                    |                    |
| 10m aria compressa (dettagli) | Petra Zublasing   | 207.4           | Ivana Maksimović | 207.0          | Émilie Évesque     | 185.7              |
| 50m 3 posizioni (dettagli)    | Ivana Maksimović  | 456.3           | Petra Zublasing  | 452.3          | Andrea Arsović     | 441.7              |
| Pistola                       |                   |                 |                  |                |                    |                    |
| 10m aria compressa (dettagli) | Céline Goberville | 202.5           | Zorana Arunović  | 200.6          | Petra Dobravec     | 175.5              |
| 25m (dettagli)                | Zorana Arunović   | Zorana Arunović | Agathi Kasoumi   | Agathi Kasoumi | Jasna Šekarić      | Jasna Šekarić      |
| Tiro a volo                   |                   |                 |                  |                |                    |                    |
| Fossa olimpica (dettagli)     | Jessica Rossi     | Jessica Rossi   | Fátima Gálvez    | Fátima Gálvez  | Alessandra Perilli | Alessandra Perilli |

## Medagliere
| Posizione | Paese      | Oro | Argento | Bronzo | Totale |
| --------- | ---------- | --- | ------- | ------ | ------ |
| 1         | Italia     | 6   | 5       | 0      | 11     |
| 2         | Serbia     | 2   | 2       | 3      | 7      |
| 3         | Francia    | 2   | 1       | 2      | 5      |
| 4         | Turchia    | 1   | 2       | 1      | 4      |
| 5         | Spagna     | 1   | 1       | 1      | 3      |
| 6         | Malta      | 1   | 0       | 0      | 0      |
| 7         | Grecia     | 0   | 1       | 1      | 2      |
| 8         | Cipro      | 0   | 1       | 0      | 1      |
| 9         | Croazia    | 0   | 0       | 2      | 2      |
| 9         | Slovenia   | 0   | 0       | 2      | 2      |
| 11        | San Marino | 0   | 0       | 1      | 1      |
| Totale    | Totale     | 13  | 13      | 13     | 39     |